# Miloš Belák
Miloš Belák (2 gennaio 1965) è un ex calciatore cecoslovacco, dal 1993 ceco, di ruolo centrocampista.